# Sidi Lakhdar (Aïn Defla)
Pour les articles homonymes, voir Sidi Lakhdar et Lakhdar.
Sidi Lakhdar  — anciennement Lavarande au cours de la période de la colonisation française — est une commune algérienne de la wilaya d'Aïn Defla

## Géographie
La ville est située à environ 125 km à l'ouest d'Alger.